# Мієлєро сірий
Мієлєро сірий (Conopophila whitei) — вид горобцеподібних птахів родини медолюбових (Meliphagidae). Цей рідкісний, малодосліджений вид є ендеміком Австралії.

## Опис

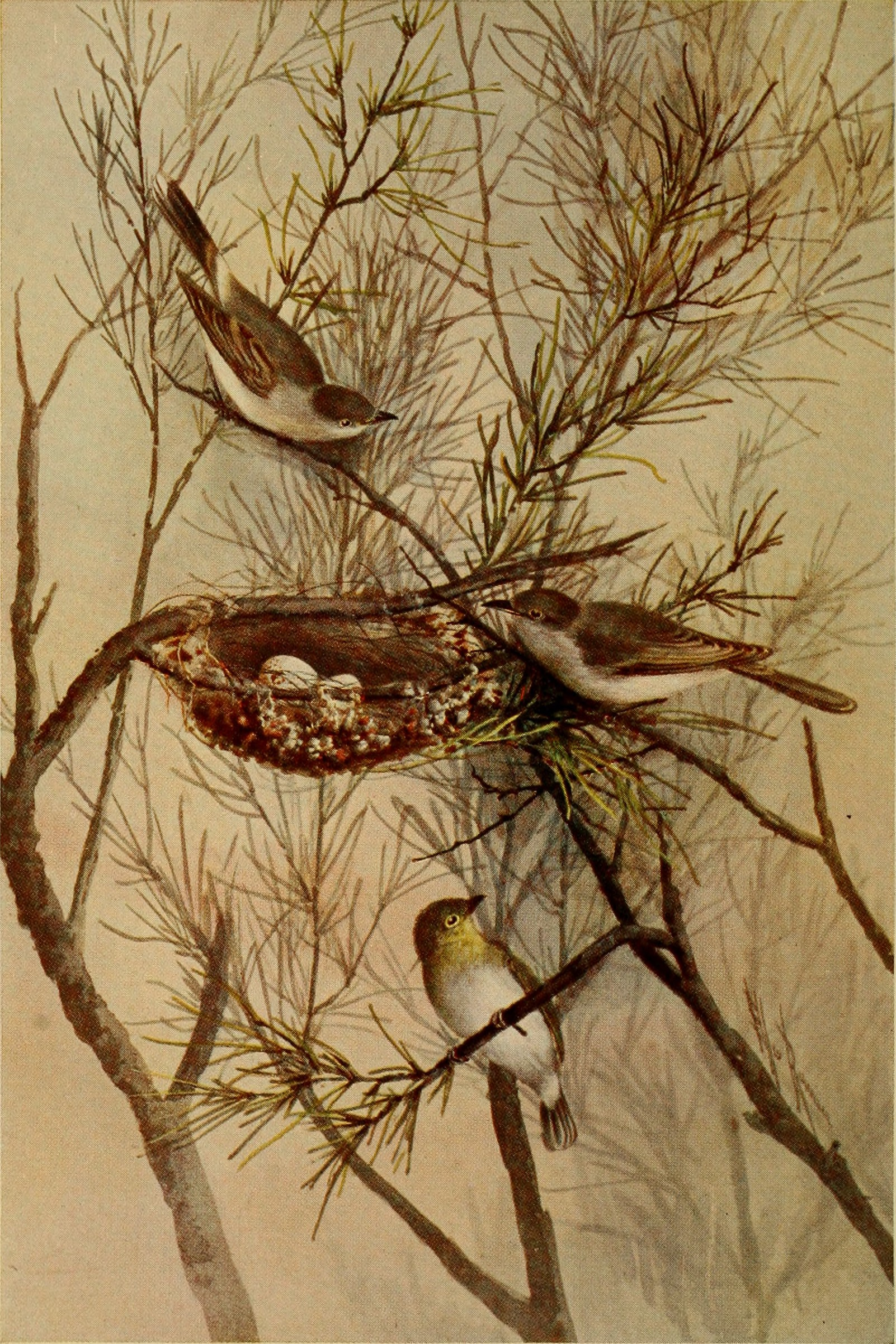
Пара дорослих сірих мієлєро і пташеня (знизу)

Довжина птаха становить 10-13 см. Виду притаманний статевий диморфізм: самці важать 7-10,3 г, а самиці — 9,4-11 г. Забарвлення сірувато-коричневе, нижня частина тіла блідіша, крила і хвіст темно-коричневі. Від дзьоба до очей ідуть темні смуги. Кінчик хвоста світлий. Дзьоб відносно короткий, сірий, дещо вигнутий, на кінчику чорний. Навколо очей бліді, нечіткі, жовтуваті кільця. Очі карі, лапи сірі. У молодих птахів кільця навколо очей більш виражені, горло жовтувате, махові пера жовтувато-зелені.

## Поширення і екологія
Сірі мієлєро мешкають в центральних районах Австралії, в штатах Західна Австралія і Південна Австралія та на Північній Території. Вони живуть в сухих саванах і в сухих чагарникових заростях (скребі), а також в парках і садах.

## Поведінка
Сірі мієлєро живляться переважно комахами, яких шукають серед рослинності або ловлять в польоті. Також вони харчуються нектаром, зокрема нектаром рослин роду Eremophila. Сезон розмноження триває з серпня по листопад, однак в дощові роки може тривати до травня. Гніздо невелике, чашоподібне, зроблене з тонких трав'яних стебел, встелене шерстю і рослинними волокнами і скріплене павутинням. Воно підвішується на тонких чагарникових гілочках. В кладці 1-2 яйця розміром 17×13 мм. Вони мають овальну форму, білі, поцятковані червонувато-коричневими плямками.

## Збереження
МСОП класифікує цей вид як такий, що не потребує особливих заходів зі збереження, однак в Західній Австралії вид вважається таким. що перебуває під загрозою зникнення. Сірим мієлєро загрожують неконтрольовані пожежі. а також випас худоби.